# Iker Jiménez
Pour les articles homonymes, voir Jiménez.
Iker Jiménez Elizari, né le 10 janvier 1973 à Vitoria (Espagne), est un journaliste espagnol.

## Biographie
Iker Jiménez est diplômé de l'Universidad Complutense de Madrid et de l'Universidad Europea de Madrid. Il a présenté différents programmes et publié des articles sur des phénomènes paranormaux.
Il a commencé à travailler pour de petites radios en 1990 jusqu'à ce qu'il travaille pour des radios généralistes espagnoles : Onda Madrid, Radio Voz, Radio Intercontinental, Antena 3, Onda Cero, SER ou Radio Nacional de España. Il a fondé le magazine en CD-ROM, CD Magazine et écrit pour plusieurs publications. Il a travaillé également à la télévision : Tele 5, Antena 3 ou Cuatro.